# Walentina Nikolajewna Tichomirowa
Walentina Nikolajewna Tichomirowa (russisch Валентина Николаевна Тихомирова; * 28. Juni 1941 in Machatschkala, Dagestanische ASSR, Sowjetunion, heute Dagestan, Russland) ist eine ehemalige Leichtathletin, die für die Sowjetunion antrat. Sie wurde 1966 Europameisterin im Fünfkampf.
1963 belegte sie den vierten Platz bei der sowjetischen Meisterschaft mit 260 Punkten Rückstand auf die Meisterin Tatjana Schtschelkanowa. 1966 stand Tichomirowa als Dritte der sowjetischen Meisterschaft erstmals auf dem Siegerpodest. Die Meisterin des Jahres 1966 Irina Press trat bei den Europameisterschaften 1966 in Budapest genauso wenig an wie die zweitplatzierte Schtschelkanowa. Tichomirowa gewann den Wettbewerb als einzige Teilnehmerin der Sowjetunion. Sie hatte mit 4787 Punkten am Ende 22 Punkte Vorsprung auf die neunzehnjährige Heide Rosendahl aus der BRD. Auf den Plätzen 3 bis 5 reihten sich Inge Exner aus der DDR, die Britin Mary Rand und die Ungarin Annamária Tóth ein.
Nach dem Karriereende von Irina Press war Tichomirowa in den folgenden Jahren die stärkste sowjetische Fünfkämpferin, sie wurde 1967 sowie 1969 bis 1972 sowjetische Meisterin. Bei den Olympischen Spielen 1968 in Mexiko-Stadt siegte Ingrid Becker (BRD) recht klar vor der Österreicherin Liese Prokop und Annamária Tóth. 32 Punkte hinter Tóth belegte Tichomirowa mit 4927 Punkten den vierten Platz.
Bei den Europameisterschaften 1969 in Athen traten Rosendahl und Becker nicht an, da die bundesdeutsche Mannschaft wegen des Ausschlusses von Jürgen May die Einzelwettbewerbe boykottierte. Liese Prokop gewann vor der Schweizerin Meta Antenen und Marija Sisjakowa, mit 4715 Punkten und 58 Punkten Rückstand auf ihre Mannschaftskameradin wurde Tichomirowa Vierte.
1971 fanden die Europameisterschaften in Helsinki statt. Es siegte Heide Rosendahl vor Burglinde Pollak und Margrit Herbst aus der DDR. Mit 66 Punkten auf die westdeutsche Karen Mack wurde Tichomirowa mit 4986 Punkten Fünfte.
Fünfte wurde Tichomirowa auch in ihrem letzten großen Fünfkampf bei den Olympischen Spielen 1972 in München. Nachdem 1972 eine neue Punktewertung eingeführt worden war, bedeuteten die 4801 Punkte der Britin Mary Peters neuen Weltrekord. Hinter Rosendahl, Pollak und Christine Bodner aus der DDR erreichte Tichomirowa 4597 Punkte. 1973 erreichte sie nach der neuen Tabelle sogar 4754 Punkte.
Walentina Tichomirowa ist 1,73 m groß und wog in ihrer aktiven Zeit 65 kg.